# Briltil
Briltil est un village de la commune néerlandaise de Westerkwartier, situé dans la province de Groningue. 

## Géographie
Le village est situé à 8 km à l'ouest de Groningue. Il est traversé par le Hoendiep.

## Histoire
Cette partie de la commune est appelée De Bril, un mot d'ancien frison pour indiquer une zone marécageuse et boueuse et til signifie « pont ».
Briltil fait partie de la commune de Zuidhorn avant le 1er janvier 2019, date à laquelle celle-ci est rattachée à Westerkwartier.

## Démographie
Le 1er janvier 2018, le village comptait 495 habitants.